# Pterolophia binaluanica
Pterolophia binaluanica är en skalbaggsart som beskrevs av Stefan von Breuning och De Jong 1941. Pterolophia binaluanica ingår i släktet Pterolophia och familjen långhorningar.
Artens utbredningsområde är Filippinerna. Inga underarter finns listade i Catalogue of Life.